# 四方路 (上海)
四方路是中华人民共和国上海市浦东新区的一条街道，南北走向，得名于青岛市区名四方区。枣庄路北起灵山路，南至杨高中路。
上海轨道交通九号线杨高中路站距四方路500米。

## 交会道路（北向南）
- 灵山路
- 杨高中路